# 2008 en sports équestres
Chronologie des sports équestres
- 2007 en sports équestres - 2008 en sports équestres - 2009 en sports équestres

Cet article présente les faits marquants de l'année 2008 en sports équestres.

## Événements

### Avril
- 27 avril 2008 : le cavalier allemand Meredith Michaels-Beerbaum sur Shutterfly remporte la finale de la Coupe du monde de saut d'obstacles 2007-2008 à Göteborg (Suède)[1].

### Mai
- 3 mai 2008 : le Chili remporte le Championnat du monde de polo 2008 à Mexico[2].

### Août
- 9 au 20 août 2008 : les épreuves d'équitation aux Jeux olympiques d'été de 2008 se sont déroulées sur les trois terrains hippiques de Hong Kong.
- 28 août au 31 août 2008 : La France remporte le Championnat du monde d'attelage à un cheval à Jarantów en Pologne. En individuel, le néerlandais Jan van den Broek remporte la médaille d'or, la française Anne-Violaine Brisou la médaille d'argent et le néerlandais Jan Moonen la médaille de bronze[3].

### Septembre
- 21 septembre 2008 : au terme de la dernière épreuve à Barcelone (Espagne), l'équipe allemande remporte la Coupe des nations de saut d'obstacles 2008[4]